# Point of know return
Point of know return is het vijfde studioalbum van Kansas.
Nadat de band al eerder Masque en Leftoverture in de "Studio in the Country" in Bogalusa (Louisiana) had opgenomen, startten in juni 1977 de opnamen aldaar voor wat Point of know return zou worden. Al snel kreeg de band te maken met onoverkomelijke technische problemen en na een zoektocht werden de opnamen voortgezet in de Woodland Studios in Nashville (Tennessee). Ook daar gingen de opnamen niet van een leien dakje; Steve Walsh begon naar eigen zeggen sterallures te krijgen, overwoog een solocarrière, gaf geen werk aan Kansas en stapte even uit de band. Wanneer Livgren zich ervan bewust wordt, dat hij alle liedjes moet gaan schrijven, keert Walsh toch terug; hetgeen terug te vinden is in de titel van het album. De plaat werd gestoken in een hoes van Peter Loydd en Ted Drennon en laat een schip zien dat van rand van de Aarde afvalt, nadat de zee ophoudt.
Kansas koos bij dit album voor kortere liedjes, hetgeen volgens het blad Rolling Stone destijds een vooruitgang was net als het ensemblespel; echter de teksten vond men niets. Allmusic bekeek het album in een terugblik met de kennis van toen als een klassieker binnen het genre progressieve rock. 
In de Amerikaanse albumlijst Billboard 200 stond het 51 weken genoteerd met een hoogste notering op plaats 4. Daarbij werd het ondersteund door drie succesvolle singles in de Verenigde Staten: Point of know return, Dust in the wind en Portrait (He knew). Het werd tevens de eerste notering van Kansas in de Nederlandse Album Top 100 met vier weken notering en een 33e plaats als hoogste; België en Engeland gaven nog steeds geen notering. Trouw gaf destijds weinig aandacht aan het album; het zag het in een enorme stapel releases van najaar 1977 alleen geschikt voor de “reservebank” ten opzichte van nieuw werk van Eric Clapton, Wet Willie, 10cc en Fungus.  Kansas ging na het album op tournee, waarbij ook samen met Cheap Trick, Nederland (Congrescentrum Den Haag, 7 maart 1978, de eerste van de Europese optredens) werd aangedaan. NRC Handelsblad van 8 maart 1978 benoemde het als een complexe, vette brij. Trouw daarentegen vond het een perfect concert. OOR's Pop-encyclopedie versie 1979 verwijst alleen naar de recensie van NRC.  
De weerslag van de concertreeks werd uitgebracht op het livealbum Two for the show.  
In 2019 ging Kansas (dan in een andere samenstelling) op tournee, waarbij het album integraal werd uitgevoerd; het leidde tot livealbum Point of know return live & beyond. In 2021 volgde weer een lp-persing.

## Musici
- Steve Walsh – toetsinstrumenten, zang
- Kerry Livgren – gitaar, toetsen, percussie
- Robby Steinhardt – zang, viool, altviool
- Rich Williams – gitaar
- Dave Hope – basgitaar
- Phil Ehart – drumstel, percussie

In de creditslijst worden naar onzin-instrumenten genoemd als "chain-driven gong".

## Muziek
| Nr. | Titel                                           | Duur |
| --- | ----------------------------------------------- | ---- |
| 1.  | Point of know return (Walsh, Ehart, Steinhardt) | 3:13 |
| 2.  | Paradox (Livgren, Walsh)                        | 3:50 |
| 3.  | The spider (Walsh)                              | 2:05 |
| 4.  | Portrait (He knew) (Livgren, Walsh)             | 4:38 |
| 5.  | Closet chronicles (Livgren, Walsh)              | 6:31 |

| Nr. | Titel                                  | Duur |
| --- | -------------------------------------- | ---- |
| 1.  | Lightning’s hand (Livgren, Walsh)      | 4:24 |
| 2.  | Dust in the wind (Livgren)             | 3:28 |
| 3.  | Sparks of the tempest (Livgren, Walsh) | 4:18 |
| 4.  | Nobody’s home (Livgren, Walsh)         | 4:40 |
| 5.  | Hopelessly human (Livgren)             | 7:17 |

Portrait (He knew) ging in eerste instantie over Albert Einstein, Livgren met zijn religieuze inslag, nam het later opnieuw op voor zijn album AD en verwees toen naar Jezus van Nazareth. Closet chronicles gaat over de zelfopsluiting van miljardair Howard Hughes ("Gazing out the window of the 42nd Floor; he is separate from all others"). Heruitgaven op cd kregen een of meerdere bonustracks mee. 